# William Francis Patrick Napier

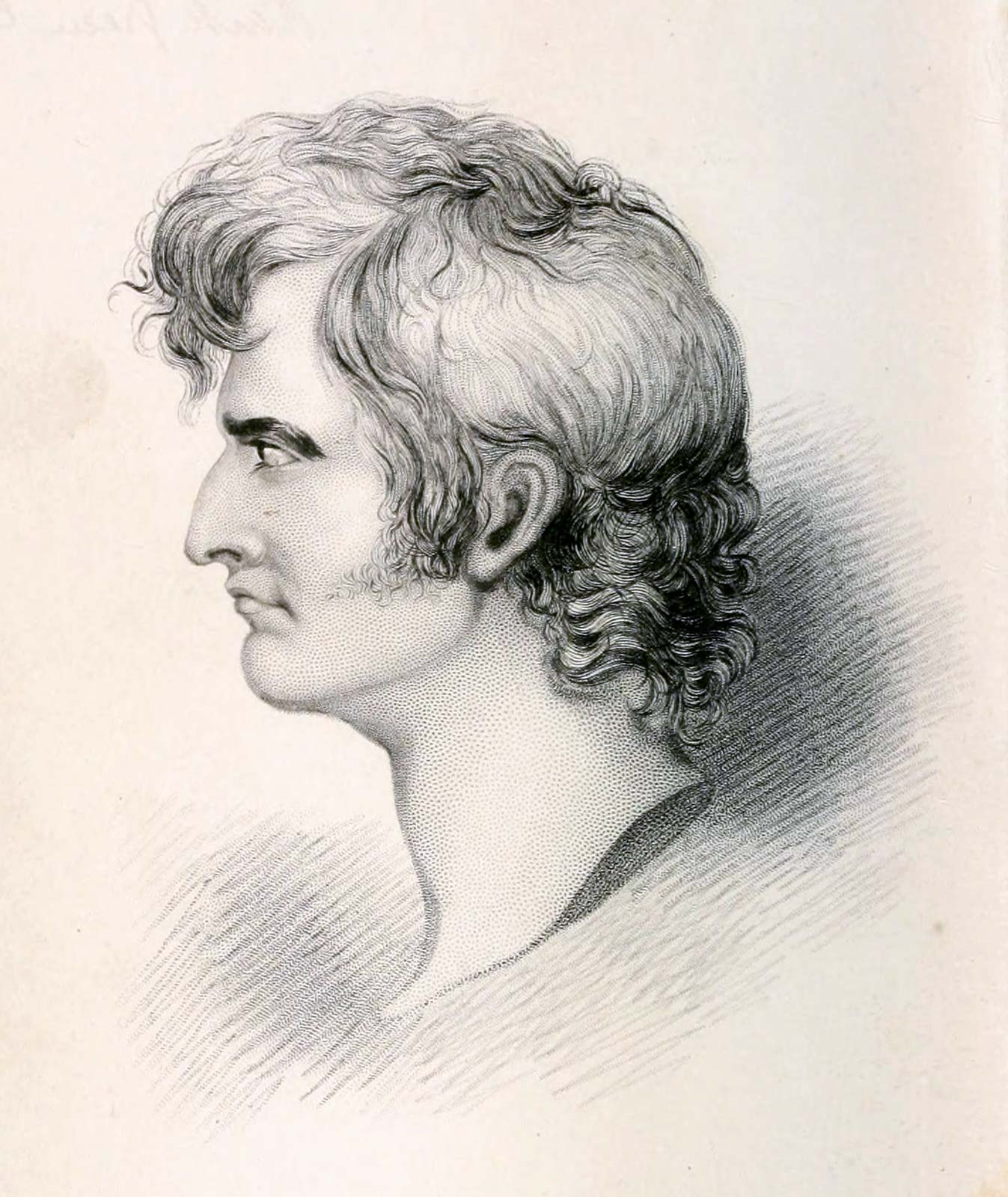
William Francis Patrick Napier (1855)

Sir William Francis Patrick Napier (* 17. Dezember 1785 in Celbridge nahe Dublin; † 12. Februar 1860 in Clapham) war ein britischer Offizier und Militärliterat.

## Leben

### Herkunft
Napier war der dritte Sohn von Colonel Hon. George Napier (1751–1804), Sohn des Francis Napier, 6. Lord Napier, aus dessen zweiter Ehe mit Lady Sarah Lennox (1745–1826), einer Tochter des Charles Lennox, 2. Duke of Richmond. Sein ältester Bruder Charles James Napier (1782–1853) wurde Oberbefehlshaber in Indien, der mittlere Bruder Sir George Thomas Napier (1784–1855) wurde Gouverneur der Kapkolonie. Der jüngere Bruder Henry Edward Napier (1789–1853) wurde Marineoffizier und Historiker.

### Frühe Militärkarriere
William Napier trat 1800 als Second Lieutenant des Royal Regiment of Irish Artillery in die Irische Armee ein. Als im Rahmen des Act of Union 1800 die Irische Armee aufgelöst und in die Britische Armee integriert wurde, wechselte er als Ensign zum 62nd (Wiltshire) Regiment of Foot, wo er 1801 zum Lieutenant befördert wurde. Nach dem Frieden von Amiens wurde er aber 1802 unter Halbsold vom Dienst freigestellt. Mit finanzieller Unterstützung seines Onkels, des Duke of Richmond erlangte er wenige Monate später einen Dienstposten als Cornet der Royal Horse Guards, die in Canterbury stationiert waren. Auf Einladung von General Sir John Moore, der gerade im Armeetrainingslager Shorncliffe in Kent eine leichte Infanteriebrigade ausgebildete, wechselte er als Lieutenant zum 52nd (Oxfordshire) Regiment of Foot, und erhielt 1804, ebenfalls unter General Moore als Captain das Kommando über eine Kompanie im 43rd (Monmouthshire) Regiment of Foot.
Er diente 1807 in Dänemark und nahm an den Kämpfen um Kopenhagen teil. Napier kämpfte von 1808 bis 1813 mit Auszeichnung in den spanisch-französischen Feldzügen auf der Iberischen Halbinsel. Ende 1808 wurde sein Regiment nach Spanien geschickt und nahm am schwierigen Rückzug nach Coruna teil, wobei seine Gesundheit angeschlagen wurde. Im Jahr 1809 wurde er Adjutant seines Cousins, des Duke of Richmond, damals Lord Lieutenant of Ireland, aber kehrte zum 43rd (Monmouthshire) Regiment of Foot zurück, als dieses wieder nach Spanien verlegt wurde. 1812 wurde er zum Major befördert. 1814 nahm er an den Schlachten bei Orthez und Toulouse teil. Für seine Leistungen wurde er zum Brevet-Lieutenant-Colonel befördert und 1815 als Companion des Order of the Bath ausgezeichnet. Wie sein Bruder Charles trat er in die Militärschule Farnham in Surrey ein, befehligte 1815 ein Regiment bei Waterloo und blieb bis 1819 mit seinen Truppen als Sicherung in Frankreich.

### Militärliterat und Gouverneur
1823 schlug ihm der Verleger Henry Bickersteth vor, eine Geschichte über den Krieg auf Halbinselkrieg zu schreiben. Napier lehnte den Vorschlag zunächst freundlich ab, entschied sich aber schließlich, Schriftsteller zu werden, um die Erinnerung an General Sir John Moore hochzuhalten. Der Duke of Wellington leistete ihm dabei wertvolle Hilfe und übergab die gesamte Korrespondenz von Joseph Bonaparte, die in der Schlacht von Vittoria erbeutet worden war. Der Erste Band seiner Geschichte erschien 1828. Der Verleger John Murray war wegen der geringen Nachfrage so enttäuscht, so dass Napier den Rest selbst veröffentlichte. Die Geschichte von Southey und Lord Londonderry war noch nicht geschrieben, und Sir George Murray, Wellingtons Quartiermeister, der entschlossen war, ein historisches Werk zu publizieren, gab den Versuch bald auf. Als 1840 der letzte Band der Geschichte veröffentlicht wurde, war Napiers Ruhm nicht nur in England, sondern auch in Frankreich und Deutschland fest etabliert. Im Jahr 1830 wurde er zum Colonel befördert, 1841 erreichte er den Rang eines Major-General und wurde 1842 zum Vizegouverneur von Guernsey ernannt.
Im Jahr 1847 trat er von seinem Amt als Vizegouverneur von Guernsey zurück und wurde 1848 als Knight Commander des Order of the Bath geadelt und ließ sich in Clapham Park nieder. Von 1848 bis 1853 war er Colonel des 27th (Inniskilling) Regiment of Foot, 1851 wurde er zum Lieutenant-General befördert und 1853 wurde er als Nachfolger seines Bruders Charles Colonel des 22nd (Cheshire) Regiment of Foot.

## Ehe und Nachkommen
Aus seiner 1812 geschlossenen Ehe mit Caroline Amelia Fox († 1860), Tochter des Generals Hon. Henry Edward Fox (1755–1811), hatte er fünf Kinder:
- Elizabeth Marianne Napier († 1899) ⚭ 1838 Philip Gore, 4. Earl of Arran;
- Louisa Augusta Napier († 1856) ⚭ 1844 Patrick Leonard McDougall;
- Pamela Adelaide Napier († 1910) ⚭ 1846 Philip William Skynner Miles;
- John Moore Napier (1816–1867) ⚭ 1847 Elizabetha Amelia Henrietta Alexander;
- Norah Creina Blanche Napier (um 1827–1897) ⚭ 1854 Henry Bruce, 1. Baron Aberdare.

## Werke
- History of the War in the Peninsula and in the South of France from the Year 1807 to the Year 1814. 6 Bände, Frederick Warne and Co., London und New York 1892. Mit zahlreichen Karten und Plänen.